# Кальман Гіці
Кальман Гіці (угор. Ghyczy Kálmán; 12 лютого 1808, Комарно — 28 лютого 1888, Будапешт) — австро-угорський консервативний політик і юрист, який займав пост міністра фінансів уряду Угорщини. У 1867 зіграв одну з ключових ролей в досягненні політичного компромісу між австрійцями та угорцями і перетворення Австрійської імперії в Австро-Угорщину. На посту міністра фінансів зіграв ключову роль в подоланні бюджетної кризи в Угорщині в середині 1870-х.

## Біографія
Здобув юридичну освіту, в 1843 був обраний до угорського сейму від Комарома, в 1844 став заступником його жупана. У 1847 став помічником нотаріуса, потім нотаріусом. Під час Революції 1848—1849 був спочатку помічником міністра, а після відставки Ференца Деака — протягом декількох місяців міністром юстиції в Антигабсбурзькому уряді Бат'яні, продовжуючи представляти в сеймі свій комітат. Після поразки революції тимчасово відійшов від політики.
У 1861 під впливом подій, що відбувалися повернувся в політику і обрався до угорського сейму, ставши в ньому вождем лівоцентристів. 1865 обраний президентом сейму, проявивши, згідно ЕСБЄ, «багато такту і неупередженості», часто виступаючи посередником між Кальманом Тисою і Деака, що на той момент очолював партію. Під час переговорів про так звану «угоду» виступив за просту особисту унію Угорщини з Австрією. У короткочасному міністерстві Бітто займав посаду міністра фінансів з 21 березня 1874 по 2 березня 1875. На посту міністра фінансів славився заходами щодо підвищення податків і жорсткої бюджетної економії в рамках боротьби з наступаючою після короткого періоду економічного процвітання кризою. У лютому 1875 його колишній союзник Тиса почав кампанію проти представленого Гіці бюджету (який мав дефіцит у 13 мільйонів форинтів, покривати які передбачалося за рахунок збільшення податків), внаслідок чого той був змушений піти у відставку. Потім до 1879 знову був президентом нижньої палати. У 1885 був обраний до верхньої палати.